# 지롤라모 사보나롤라
지롤라모 사보나롤라(Girolamo Savonarola, 1452년 9월 21일 ∼ 1498년 5월 23일)는 이탈리아의 도미니쿠스회 수도사·설교가·종교개혁가이다. 사보나롤라는 설교를 통해 피렌체 시를 개혁하고, 민주정치를 실시하려고 했다. 또한 교황 알렉산데르 6세의 부도덕을 비난하고, 로마 가톨릭교회와 이탈리아가 벌을 받을 것이라고 예언했다.

## 생애

#### 학식
사보나롤라는 페라라의 귀족 가문에서 태어났으며, 1475년에 도미니코수도회에 들어가기 전에 인문주의, 철학, 의학을 공부했다. 1482년에 피렌체 산마르코 수도회에 파견되어 높은 학식과 금욕 생활로 명성을 얻었고, 그 뒤 여러 도시를 다니면서 공화주의 사상과 정치적 자유주의를 기조로 한 설교를 했다. 1490년에 다시 피렌체로 돌아와 당시 지배자인 로렌초 데 메디치를 공격하고, 교회와 속세의 타락을 신랄하게 비판했다. 그의 설교는 상당히 설득력이 있었는지, 피렌체의 포르노그라피가 불타없어졌다고 한다.

#### 교회의 탄압

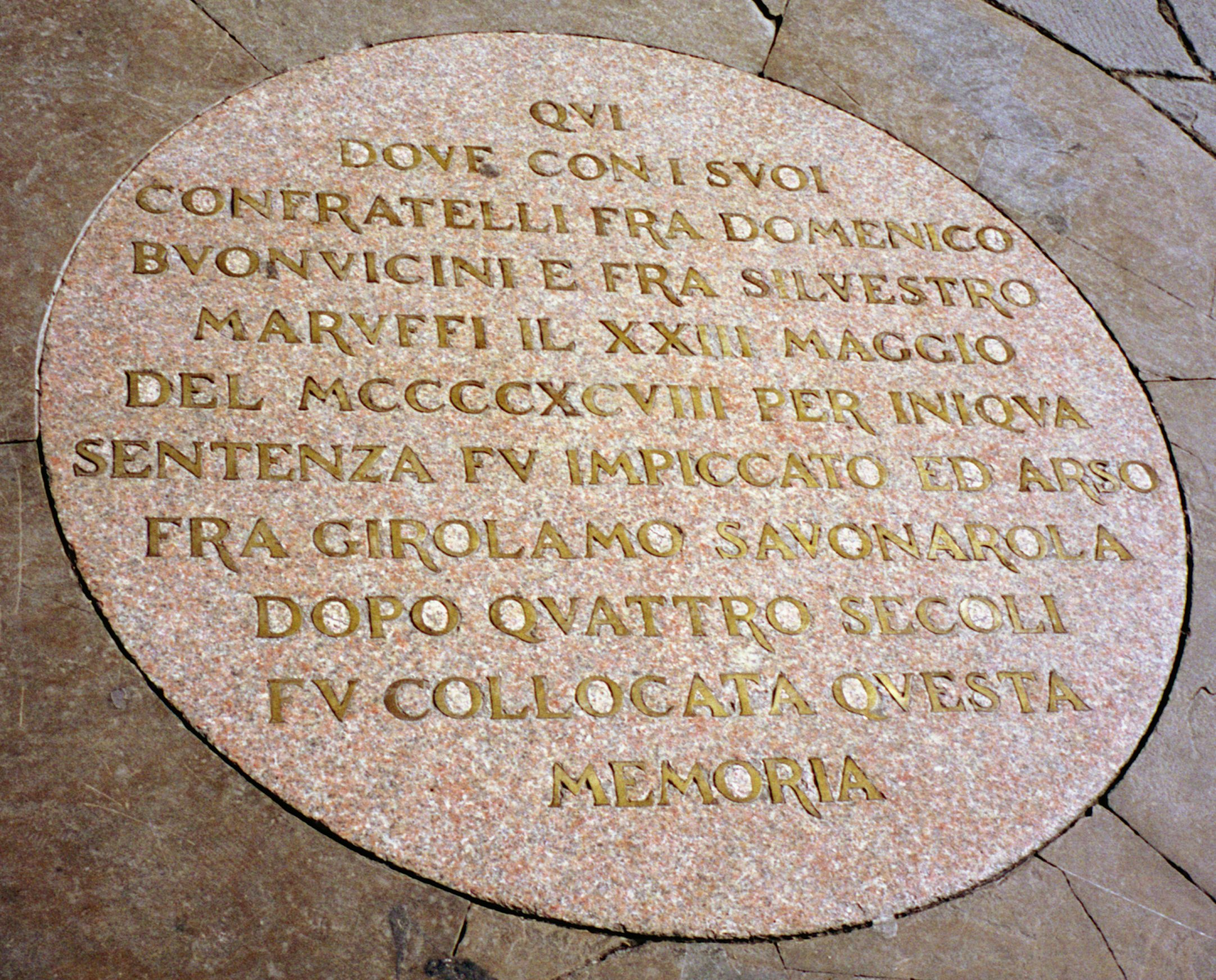
시뇨리아 광장(장Piazza Della Signoria)에 있는 사보나롤라를 처형한것에 대한 기념판

1494년에 프랑스 왕 샤를 8세가 이탈리아를 침입해 메디치가의 통치가 무너지자, 샤를 8세의 침략을 예언했던 사보나롤라의 권위가 높아졌다. 사보나롤라는 피에로 데 메디치의 망명 후에는 중간계급을 주체로 지도자가 되어 정권을 잡아 피렌체에 귀족 정치를 배격하고 신정 정치적 민주정을 도입하고, 종교개혁을 실현하려는 법률을 제정했다. 그러나 교황 알렉산데르 6세와 대립하게 되었다. 1495년에 알렉산데르 6세는 사보나롤라에게 로마에 와서 그가 주장하는 예언 능력을 보이라고 요청했다. 그러나 사보나롤라는 건강이 나쁘고, 로마로 가는 도중에 폭행당할 수도 있다는 이유로 교황의 명령을 거절했다. 이에 교황은 사보나롤라에게 더 이상 설교를 하지 말라고 명령했지만, 사보나롤라는 1496년에 렌트에서 다시 설교를 시작했고, 교황은 불복종의 죄를 물어 그를 파문했다.
사보나롤라는 대(對) 피사 전쟁의 실패, 메디치 파(派)의 모략으로 인심을 잃었고, 그 뒤에도 계속 교황에게 도전하자 교황은 피렌체 시 당국에 사보나롤라를 로마로 보내거나 설교를 하지 못하게 하라고 지시하고, 그렇게 하지 않을 경우에 피렌체 시를 예배 금지시킬 것이라고 위협했다. 사보나롤라는 시 당국에 굴복해 교회 법정에서 유죄 선고를 받고 화형당했다.
그에 대한 역사적 평가는 그를 프로테스탄트 운동의 선구자라고 하는 사람, 또 로마 가톨릭 교회 정통 복귀 운동자라고 하는 사람 등 일치하지 않으나, 16세기 르네상스의 미술·문학·사상(思想)에 미친 영향은 크다.

## 평가

### 힘이 없으면 개혁할 수 없다.
기업인 김경준은 <지금 마흔이라면 군주론>(위즈덤하우스)p.231-236에서 마키아벨리의 저서 군주론을 인용하여 사보나롤라를 '힘이 없으면 개혁할 수 없는 예'라고 비판한다. 사보나롤라는 부패한 교회와 정치를 비판한 예언자였지만, 그의 정치는 무능했고 경제가 위축되어 피렌체 시민들은 더 이상 사보나롤라를 지지하지 않았다. 4년만에 실각하여 1498년 화형으로 처형되었다. 이를 피렌체 시청 서기관이 되어 출근한 날에 본 마키아벨리는 군주론에서 이렇게 비판했다.
시민의 천성이 변덕스럽기 때문에, 이들에게 어떠한 일을 설득하기는 쉬우나 설득된 상태를 유지하기는 어렵다. 그러므로 말로 되지 않으면 힘으로 믿게 하는 대책을 마련해야 한다. (파라오를 굴복시키는 실력이 있었던)모세, 키루스, 테세우스, 로물루스 역시 무력을 지니고 있지 않았다면, 그들의 율법이 오랫동안 지켜지게 할 수는 없었을 것이다. 오늘날에도 수도사 사보나롤라의 예가 있다.(군주론 6장)

## 참고 문헌
- 이 문서에는 다음커뮤니케이션(현 카카오)에서 GFDL 또는 CC-SA 라이선스로 배포한 글로벌 세계대백과사전의 내용을 기초로 작성된 글이 포함되어 있습니다.